# Iván Etevenaux
Iván Etevenaux (Pronunciado: Etevenó) (Ciudad de Córdoba, Argentina, 20 de octubre de 1989) es un futbolista argentino. Juega de volante por derecha en Sarmiento de Junín de la Primera B Nacional.

## Trayectoria
Se inició en el club Deportivo Lasallano de la Liga Cordobesa de Fútbol. En 2008 fue transferido al Club Atlético Belgrano, donde completó su formación en las divisiones juveniles. En enero del 2010 fue cedido a préstamo a Juventud Antoniana de Salta, donde comenzó a sumar experiencia jugando varios partidos ya sea entrando tanto desde el banco de suplentes, como de titular. Allí anotó su primer gol oficial.
En junio de 2010 debió regresar a Belgrano, e integró el primer equipo en muchas oportunidades, siendo el punto máximo el ascender con Belgrano a la Primera División mandando a River Plate a la Segunda División.
Ya con Belgrano a la 1ª. División, fue parte del primer equipo en numerosos encuentros.
En enero del 2014, fue cedido a préstamo a Douglas Haig de Pergamino, donde jugó 18 de los 19 partidos del torneo como titular y tuvo una reconocida actuación, con 5 goles en su haber.
En julio del 2014 retorna de Pergamino y pasa a préstamo al Club Atlético Tucumán, alternando entre los titulares y suplentes. El equipo quedó a las puertas del ascenso a la Primera División del fútbol Argentino.
Tal cual lo pactado, regreso a su club, Belgrano de Córdoba, en 2015.
En la temporada 2015-2016 jugó 16 partidos de titular en el Primer Equipo, convirtiendo 4 goles y participando con 3 asistencias de gol; e ingresó en 11 partidos desde el banco de suplentes.En 2017 pasa definitivo al Club Sarmiento de Junín.que milita en la categoría B Nacional de Argentina. En mayo de 2018 Sarmiento de Junín se consagra subcampeón del Torneo. Actualmente sigue formado parte del plantel 2018/2019.

## Clubes
| Club                        | País      | Año             | Anotado |
| --------------------------- | --------- | --------------- | ------- |
| Belgrano                    | Argentina | 2008 - 2009     | 0       |
| Juventud Antoniana (Cedido) | Argentina | 2009 - 2010     | 1       |
| Belgrano                    | Argentina | 2010 - 2013     | 1       |
| Douglas Haig (Cedido)       | Argentina | 2014            | 5       |
| Atlético Tucumán (Cedido)   | Argentina | 2014            | 0       |
| Belgrano                    | Argentina | 2015 - 2017     | 4       |
| Sarmiento de Junín          | Argentina | 2017 - Presente | 2       |

- Datos: Q5923443